# العلاقات الإريترية الدومينيكانية
العلاقات الإريترية الدومينيكانية هي العلاقات الثنائية التي تجمع بين إريتريا وجمهورية الدومينيكان.

## مقارنة بين البلدين
هذه مقارنة عامة ومرجعية للدولتين:
| وجه المقارنة                                              | إريتريا                                      | جمهورية الدومينيكان |
| --------------------------------------------------------- | -------------------------------------------- | ------------------- |
| المساحة (كم2)                                             | 117.60 ألف                                   | 48.67 ألف           |
| عدد السكان (نسمة)                                         | 6.33 مليون                                   | 10.40 مليون         |
| الكثافة السكانية (ن./كم²)                                 | 53.83                                        | 213.68              |
| العاصمة                                                   | أسمرة                                        | سانتو دومينغو       |
| اللغة الرسمية                                             | اللغة التغرينية، اللغة العربية، لغة إنجليزية | اللغة الإسبانية     |
| العملة                                                    | ناكفا                                        | بيزو دومنيكاني      |
| الناتج المحلي الإجمالي (بليون دولار)                      | 2.61 مليار                                   | 75.93 مليار         |
| الناتج المحلي الإجمالي (تعادل القوة الشرائية) بليون دولار |                                              | 149.89 مليار        |
| الناتج المحلي الإجمالي الاسمي للفرد دولار أمريكي          |                                              | 6.47 ألف            |
| الناتج المحلي الإجمالي للفرد دولار أمريكي                 |                                              | 13.26 ألف           |
| مؤشر التنمية البشرية                                      | 0.391                                        | 0.715               |
| رمز المكالمات الدولي                                      | +291                                         | +1809، +1829، +1849 |
| رمز الإنترنت                                              | .er                                          | .do                 |
| المنطقة الزمنية                                           | ت ع م+03:00                                  | 00                  |

## منظمات دولية مشتركة
يشترك البلدان في عضوية مجموعة من المنظمات الدولية، منها:
| علم المنظمة | اسم المنظمة                                 | تاريخ انضمام إريتريا | تاريخ انضمام جمهورية الدومينيكان |
| ----------- | ------------------------------------------- | -------------------- | -------------------------------- |
|             | مؤسسة التمويل الدولية                       | 11 أكتوبر 1995       | 31 أكتوبر 1961                   |
|             | منظمة حظر الأسلحة الكيميائية                | ?                    | ?                                |
|             | يونسكو                                      | 2 سبتمبر 1993        | 4 نوفمبر 1946                    |
|             | الأمم المتحدة                               | 28 مايو 1993         | 24 أكتوبر 1945                   |
|             | منظمة الشرطة الجنائية الدولية               | ?                    | ?                                |
|             | البنك الدولي للإنشاء والتعمير               | 6 يوليو 1994         | 18 سبتمبر 1961                   |
|             | الاتحاد البريدي العالمي                     | ?                    | ?                                |
|             | مؤسسة التنمية الدولية                       | 6 يوليو 1994         | 16 نوفمبر 1962                   |
|             | وكالة ضمان الاستثمار متعدد الأطراف          | 10 سبتمبر 1996       | 7 مارس 1997                      |
|             | مجموعة دول أفريقيا والكاريبي والمحيط الهادئ | ?                    | ?                                |